# سیارک ۱۰۲۶۴
سیارک ۱۰۲۶۴ (به انگلیسی: 10264 Marov، نامگذاری:1978PH3) ده هزار و دویست و شصت و چهارمین سیارک کشف شده‌است که در ۸ اوت ۱۹۷۸ کشف شد.
قدر مطلق سیارک برابر ۳۳٫۸ است.